# Mikko Ruutu
Mikko Ruutu (né le 10 septembre 1978 à Vantaa, en Finlande) est un joueur professionnel finlandais de hockey sur glace.

## Carrière de joueur
Joueur finlandais repêché en 1999 par les Sénateurs d'Ottawa de la Ligue nationale de hockey. Sa seule saison en sol nord-américain, fut celle de 1999-2000 où il évolua avec les Golden Knights de Clarkson. Il retourna ensuite pour jouer professionnel avec le Jokerit Helsinki avec lesquels il terminera sa carrière en 2003.
Il est maintenant à l'emploi des Sénateurs à titre de dépisteur.

## Statistiques
Pour les significations des abréviations, voir Statistiques du hockey sur glace.
| Saison    | Équipe                     | Ligue              |    | Saison régulière | Saison régulière | Saison régulière | Saison régulière | Saison régulière |   | Séries éliminatoires | Séries éliminatoires | Séries éliminatoires | Séries éliminatoires | Séries éliminatoires |
| Saison    | Équipe                     | Ligue              | PJ | B                | A                | Pts              | Pun              | PJ               | B | A                    | Pts                  | Pun                  |                      |                      |
| 1997-1998 | HIFK                       | Jr. A SM-Liiga     | 24 | 4                | 2                | 6                | 37               | -                | - | -                    | -                    | -                    |                      |                      |
| 1998-1999 | HIFK                       | Jr. A I divisioona | -  | -                | -                | -                | -                | 5                | 3 | 1                    | 4                    | 4                    |                      |                      |
| 1998-1999 | HIFK                       | Jr. A SM-Liiga     | 18 | 10               | 7                | 17               | 26               | -                | - | -                    | -                    | -                    |                      |                      |
| 1998-1999 | HIFK                       | EHL                | 1  | 0                | 0                | 0                | 0                | 3                | 0 | 0                    | 0                    | 2                    |                      |                      |
| 1998-1999 | HIFK                       | SM-liiga           | 31 | 3                | 1                | 4                | 12               | 4                | 0 | 0                    | 0                    | 2                    |                      |                      |
| 1999-2000 | Golden Knights de Clarkson | NCAA               | 33 | 5                | 5                | 10               | 26               | -                | - | -                    | -                    | -                    |                      |                      |
| 2000-2001 | Jokerit Helsinki           | SM-liiga           | 56 | 5                | 6                | 11               | 38               | 5                | 0 | 1                    | 1                    | 2                    |                      |                      |
| 2001-2002 | Jokerit Helsinki           | SM-liiga           | 47 | 3                | 3                | 6                | 65               | 5                | 1 | 0                    | 1                    | 27                   |                      |                      |
| 2002-2003 | Kiekko-Vantaa              | Mestis             | 1  | 0                | 0                | 0                | 2                | -                | - | -                    | -                    | -                    |                      |                      |
| 2002-2003 | Jokerit Helsinki           | SM-liiga           | 23 | 2                | 4                | 6                | 4                | 10               | 0 | 1                    | 1                    | 4                    |                      |                      |

## Parenté dans le sport
- Frère des joueurs Jarkko et Tuomo Ruutu[4].